# Yang Longxiao
Yang Longxiao (8 giugno 2002) è uno sciatore freestyle cinese, specialista dei salti.

## Biografia
Attivo a livello internazionale dal febbraio 2018, Yang Longxiao ha debuttato in Coppa del Mondo il 19 gennaio 2019, giungendo 19º a Lake Placid. Il 5 gennaio 2022 ha ottenuto, a Le Relais, il suo primo podio nel massimo circuito, classificandosi al 2º posto nella gara vinta dal suo connazionale Sun Jiaxu. 
In carriera non ha mai debuttato né ai Giochi olimpici invernali né ai Campionati mondiali di freestyle.

## Palmarès

### Mondiali
- 2 medaglie:
  - 1 argento (salti a squadre a Bakuriani 2023)
  - 1 bronzo (salti a Bakuriani 2023)

### Coppa del Mondo
- Miglior piazzamento in classifica generale: 58º nel 2020
- Miglior piazzamento nella Coppa del Mondo di salti: 4º nel 2022
- 2 podi:
  - 2 secondi posti